# Catasetum pileatum
Catasetum pileatum  es una especie de orquídea epifita que se distribuye por Sudamérica.

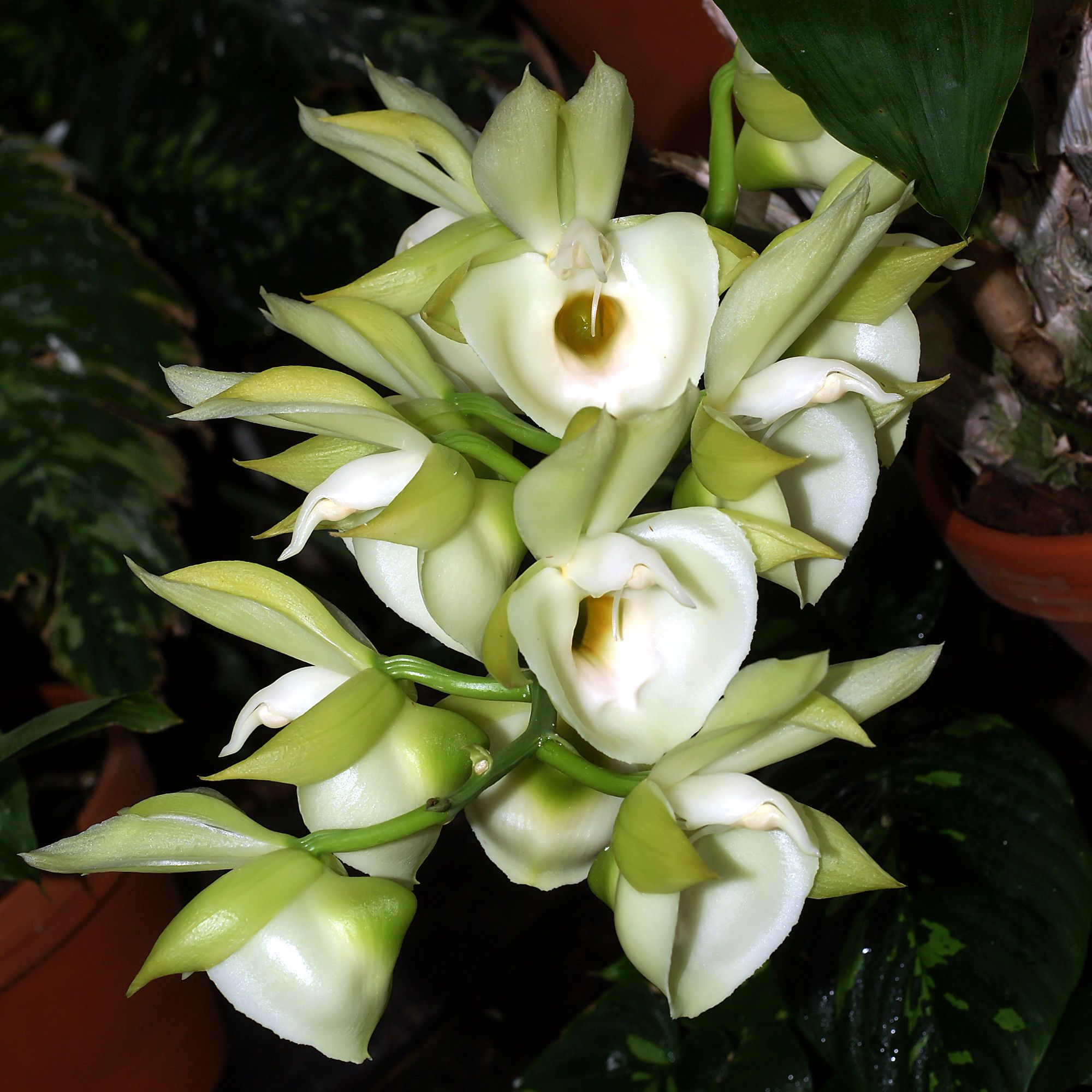
Inflorescencia

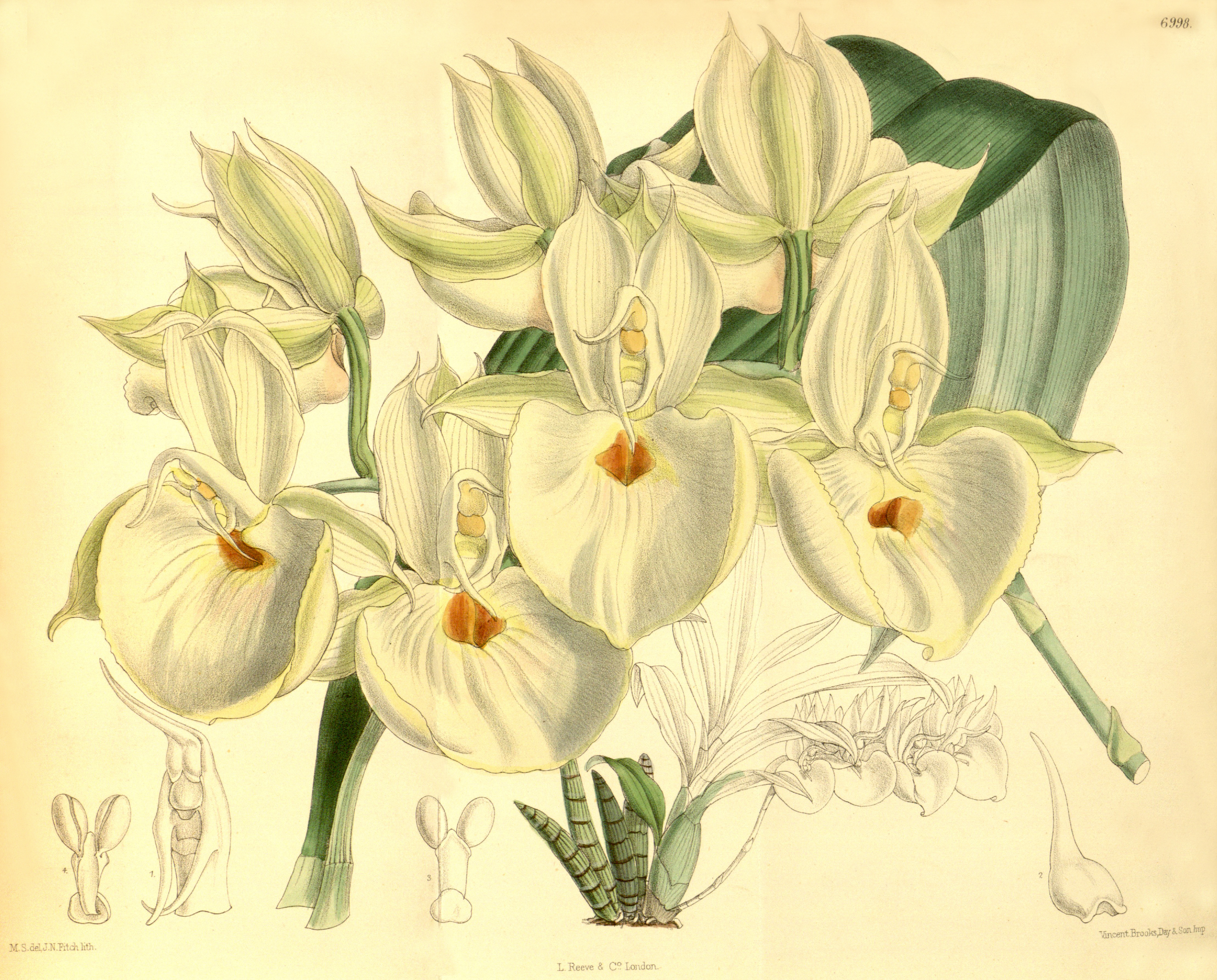
Ilustración

## Descripción
Es una orquídea de gran tamaño, epifita que proviene de Colombia y Venezuela, esta última donde era la flor nacional hasta 1951, cuando fue cambiada a Cattleya mossiae var wagnerii, y prefiere las condiciones calurosas y tropicales, con un largo período húmedo y una corta estación seca donde crece pseudobulbos fusiforme-ovoides, con varios nodos que son envueltos por varias vainas de las hojas de apoyo que llevan hojas dísticas, lanceoladas, suberectas y plegadas. Florece en la primavera hasta el otoño en una inflorescencia basal, erecta a colgante, de 30 cm de largo, con 4-10 flores de 4 a más de 10 cm de ancho, fragantes que se abren muy planas y surgen de un pseudobulbo maduro.

## Distribución y hábitat
Se encuentra en Venezuela, Colombia y Ecuador en los bosques de tierras bajas en altitudes de alrededor de 100 a 200 metros. 

## Taxonomía
Catasetum pileatum fue descrito por Heinrich Gustav Reichenbach y publicado en The Gardeners' Chronicle, new series 17: 492. 1882.
Etimología
Ver: Catasetum
pileatum: epíteto latino que significa "son sombrero".
Sinonimia
- Catasetum bungerothii N.E. Br. (1886)
- Catasetum bungerothii var. pottsianum L. Linden & Rodigas (1887)
- Catasetum bungerothii var. album Linden & Rodigas (1888)
- Catasetum bungerothii var. randii Rodigas (1890)
- Catasetum bungerothii var. aurantiacum Cogn. (1894)
- Catasetum bungerothii var. lindenii Gower (1894)
- Catasetum bungerothii var. regale Gower (1894)
- Catasetum imperiale L.Linden & Cogn. (1895)
- Catasetum × splendens var. imperiale (Linden & Cogn.) Rolfe (1895)
- Catasetum bungerothii var. imperiale (L. Linden & Cogn.) Cogn. (1897)
- Catasetum pileatum var. album (Linden & Rodigas) Hoehne (1942)
- Catasetum pileatum var. imperiale (L. Linden & Cogn.) Cogn. ex Hoehne (1942)
- Catasetum pileatum var. lindenii (Gower) Hoehne (1942)
- Catasetum pileatum var. regale (Gower) Hoehne (1942)[4]